# Rezolucja Rady Bezpieczeństwa ONZ nr 1696
Rezolucja Rady Bezpieczeństwa ONZ nr 1696 została uchwalona 31 lipca 2006 podczas 5500. posiedzenia Rady.
Choć w oficjalnym spisie rezolucja figuruje jako poświęcona ogólnie nieproliferacji, faktycznie dotyczy bardzo konkretnej sprawy, a mianowicie irańskiego programu atomowego. Wzywa ten kraj do zaprzestania wzbogacania uranu, podjęcia rozmów w tej sprawie i współpracy z Międzynarodową Agencją Energii Atomowej. Nakazuje dyrektorowi generalnemu MAEA przygotowanie do dnia 31 sierpnia 2006 raportu na temat dalszego rozwoju sytuacji i grozi Iranowi sankcjami w razie niepodjęcia współpracy.